# Hamzagerek, Kars
Hamzagerek là một xã thuộc huyện Kars, tỉnh Kars, Thổ Nhĩ Kỳ. Dân số thời điểm năm 2010 là 620 người.